# Badiny Jós Ferenc
Badiny Jós Ferenc (ejtsd: Badini), születési nevén Jorcsik Ferenc (Gács, 1909. június 3. – Budapest, 2007. március 10.) a szaktudományokban el nem fogadott munkásságú autodidakta magyar történetíró, nyelvész, sumerológus és vallásalapító. Olyan, tudományosan cáfolt elméletek hirdetője, mint  sumer–magyar nyelvrokonság (nyelvazonosság) teóriája és Jézus állítólagos pártus származása.  (A pártusokat Badinyi a magyarok rokonnépének tartja, ígyhát szerinte szegről-végről még Jézus is magyar rokon népektől származott) Az eredeti szlávos hangzású Jorcsik nevet valamikor 1940 előtt változtatta Jósra, majd pár évre rá ezt kombinálta anyja családnevével (Badiny), neve így nyerte el új és végső hivatalos alakját: Badiny Jós Ferencként.

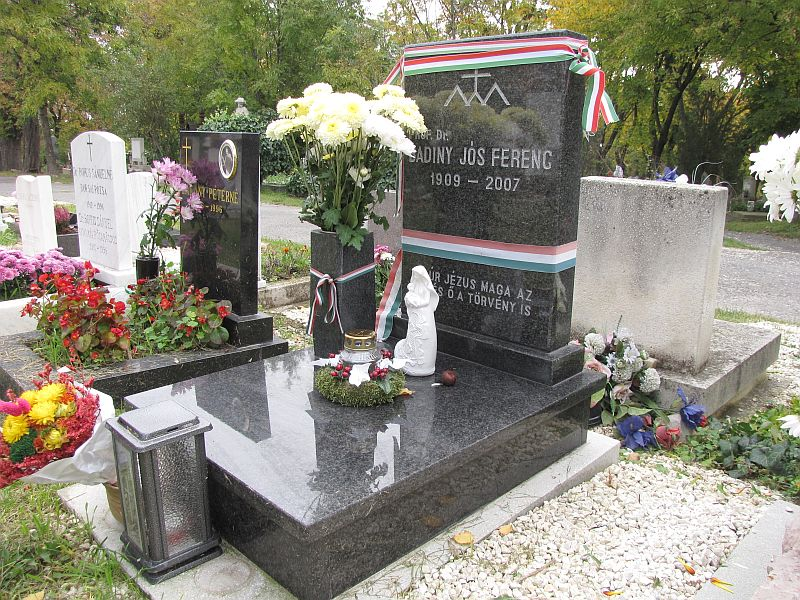
Sírja a Farkasréti temetőben (942/2-1-105 urnasír)

## Élete
Gimnáziumi tanulmányait Balassagyarmaton végezte. A Ludovika Akadémia tüzér-, majd repülőkiképzése után kezdte el tiszti pályafutását. A trianoni békeszerződés korlátozásai miatt polgári légiforgalomban dolgozott, továbbra is a Magyar Királyi Honvédség kötelékében. Egy síbaleset következtében rokkant lett. A Magyar Királyi Honvédségből 1940-ben kivált, és Jós Ferenc néven szállodát vezetett és takarmány-nagykereskedéssel foglalkozott. A Budapesti Műszaki Egyetemen folytatta[forrás?] tanulmányait, de 1944-ben Ausztriába, majd 1946-ban Argentínába menekült. Itt kezdett autodidakta módon sumerológiával foglalkozni.
Az elméleti alapokat a római Institutum Pontificum Biblicumtól kapta, és mint Anton Deimel iskolájának a követője tanult. Ugyanezen intézettől nyerte képesítését, amely jóváhagyta tanterveit és kidolgozott tananyagát sumerológia tanszék létesítéséről a Buenos Aires-i Jezsuita Egyetemen, mely tanszéknek a vezetésével az egyetem rektora 1966-ban meg is bízta.[forrás?]
Meghívták a Nemzetközi Orientalista Kongresszus 1967-es összejövetelére. Az USA-beli Ann Arborban az esztergomi királyi kápolna oroszlános díszítésének sumer és babiloni eredetét vizsgálta „Altaic People's Theocracy” c. munkájában. Ez volt az egyetlen meghívása, előadásának semmilyen nemzetközi visszhangja nem volt, a résztvevő René Labat francia ókortörténész és asszirológus szerint megalapozatlan téziseket hirdetett a kongresszuson. 1971-ben a canberrai (Ausztrália) kongresszuson – Argentína képviseletében – vett részt, ahol a párthus nép állítólagos magyar származását vizsgálta „The Ethnic and Linguistic Problem of the Parthians” c. előadásában. Néhány külföldön kiadott művének szerzőjeként mint Francisco Jos Badiny szerepel.
Az általa időközben „judaistának” cimkézett katolikus egyházat megtagadta, s megalapította az ettől független Magyar Egyházat, aminek szerinte egyházközségek helyett un. „végvárakba” kell szerveződnie. Egyháza még folyóiratot is indított, amelynek hasábjain – többek közt – meghirdette az „Amerikai Nagybácsik Mozgalmat” (célja amerikai nagybácsi szerzése minden magyar újszülöttnek), a „Csína-barát Mozgalmat”, (Kína barátot jelent) és a „Magyar Kultúrforradalom Mozgalmat”. (Mao Ce-tung kultúrforradalmának erkölcsi támogatását jelenti) Ez utóbbi céljait a mozgalom programjában ismerteti: „el kell pusztítani Magyarországon minden olyan elméletet, amelyik (őszerinte) a magyarság kárát szolgálja. Elsősorban azokat kell tűzre vetni, amelyek hamisak. Ilyen a finnugor rokonság-elmélet is. […] Követnünk kell […] a Magyar Mao Tce Tungnak – Kossuth Lajosnak irányelveit.”
Magyarországon elsőként 1996-ban adta ki könyveit az Orient Press Könyvkiadó.  Sok kiadót felkeresett, de egyik sem vállalta fel könyveinek kiadását, - csak évekkel később.
Felesége halála után végleg visszaköltözött Magyarországra.[forrás?] A felsőoktatási intézménynek nem minősülő miskolci Nagy Lajos Király „Magánegyetemen” megalapította 1997-ben az Ókori-, közel-keleti és sumerológiai tanszéket, melynek un. „tanszékvezető egyetemi tanára” volt. 2007. március 10-én, 97 évesen hunyt el, sírja a budapesti Farkasréti temetőben található.

## Megítélése
Elméletével többé-kevésbé egyetértenek Pap Gábor (aki díszdoktorrá avatásakor mondott laudációt), Pesti József páter, Dudás Rudolf, Bíró József, Kristóff Zoltán, Marton Veronika, Tomory Zsuzsa. Ők elsősorban Badinynak a tudomány által cáfolt, megalapozatlannak tartott feltevésének helyességét hangsúlyozzák, mely szerint a magyar nép mint a „tudás népe”, a legősibb civilizáció, a sumérok rokona és leszármazottja.
A tudományos és vallásos közösség túlnyomó többsége viszont – például Komoróczy Géza, Rédei Károly, Pusztay János, Erdélyi István, Nemeshegyi Péter  – nyelvészeti, történészi módszereit és következtetéseit, teológiai elméleteit elutasítja, dilettantizmusnak ítéli. Szerintük Badiny fordításai helytelenek, következtetései tudománytalanok és légből kapottak. A katolikus egyház szemszögéből Jelenits István teológus kritizálta élesen Badiny teológiai nézeteit.
Farkasinszky Tibor és Záhonyi András sumer olvasatait (kivéve a az angolból fordított értelmezéseket) illette kritikával.
Pomázi névadó szerén 1999-ben – Szörényi Levente támogatásával – sok rajongójának adott ősi magyar nevet.
Külföldi megítélése is negatív. Ennek egyik példája René Labat, aki az 1973-as, XXIX. orientalista kongresszus után, 1974. február 14-én egy levélben írta le kételyeit Badiny érvelése tudományos megalapozottsága tekintetében.  A sumerológia kezdeti időszakával Érdy Miklós átfogó munkája (A sumír, ural-altaji, magyar rokonság kutatásának története. Gilgamesh, N. Y., 1974) foglalkozott.

## Könyvei
- Etnographical Map of Turanians, Uralo-Altaians, 1966
- Signos Cuneiformes, 1966
- A megtalált magyar őstörténelem, Ausztrália, 1967
- A sumir-magyar nyelvazonosság bizonyító adatai, Buenos Aires, 1968
- Magyar-hit és a hitben való megerősítés könyve, (1974)
- Badiny Jós Ferenc: Mah-Gar a magyar...! Nyílt levél Komoróczy Gézához. Válasz "Sumer és magyar ...?" c. könyvére; szerzői, Buenos Aires, 1976
- Magyar Hit követésében indulás a magyar vallásban … az „új ezredévre” (ahogy én látom), (Buenos Aires, 1977)
- Az Ister-Gami oroszlánok titka, (Buenos Aires, 1979)
- A kettős honfoglalás, (Buenos Aires, 1979)
- Nyelvtudomány és őstörténet, (Buenos Aires, 1982)
- A Magyar Szent Korona arányrendszerének és mitológiájának közel-keleti kozmológikus vonatkozásai, (Buenos Aires, 1986)
- Az istenes honfoglalók. Árpád kagán, (Torontó, 1986)
- The Godly Conquerors, (Canberra, 1987)
- Termékeny bizonyságaink [h. n. USA], 1988
- Alapelvek a magyar őstörténet kutatásában, (Buenos Aires, 1989)
- Betlehemi herceg. A pártus Jézus, (Buenos Aires, 1996)
- Kaldeától Ister-gamig. I. - A Sumír őstörténet (Orient Press Könyvkiadó, Budapest, 1997)
- Kaldeától Ister-gamig. II. - A Sumír-Magyar nyelvazonosság bizonyítékai (Orient Press Könyvkiadó, Budapest, 1997)
- Káldeától Ister-gamig III. – A sumir-magyar hitvilág (Orient Press Könyvkiadó, Budapest, 1997)
- Igaz történelmünk vezérfonala Árpádig (Orient Press Könyvkiadó, Budapest, 1996)
- A magyar nemzet történetének kis tükre. I. (Buenos Aires, 1984) (Orient Press könyvkiadó Budapest, 1996)
- Magyar Biblia (Buenos Aires, 1985.) (Orient Press Könyvkiadó, Budapest, 1998)
- Ballada – az Istentől nyert világosság, tudás és kötelesség könyve
- Jézus király – A pártus herceg, Budapest, (Ősi Örökségünk Alapítvány, 1998)
- Indiánok Nógrádban; Ősi Örökségünk Alapítvány, Budapest, 1999
- A sorsdöntő államalapítás, Budapest (Ősi Örökségünk Alapítvány, 2000)
- A Táltos Isten; ISBN 963 00 9267 0, Budapest 2001 (Ősi örökség alapítvány, 173 oldal)
- Az utolsó nógrádi indián; Magyar Ház, 2004 (Magyar Ház könyvek)
- A Táltos Isten; Magyar Ház, Budapest, 2004 (Magyar Ház könyvek)
- A magyarság eredete és a Boldogasszony; Magyar Ház, Budapest, 2004 (Magyar Ház könyvek)
- A káld-pártus hagyomány és a magyarok Jézus-vallása; Magyar Ház, Budapest, 2005 (Magyar Ház könyvek)
- Jézus magyar eredete; Angyali Menedék, Budapest, 2014
- A magyarság igaz őstörténelme; Angyali Menedék, Budapest, 2015
- Ősmagyar hagyományaink; Angyali Menedék, Budapest, 2016
- Trianon és a harmadik világháború; Angyali Menedék, Budapest, 2017
- MAGYAR BIBLIA Pesti Páter és Badiny-Jós Ferenc kutatásai szerint